# El Olimpo (entitat)
El Olimpo va ser una entitat ateneística i recreativa reusenca fundada el mes de maig de 1858 per 170 socis, provinents de la menestralia de la ciutat.

## Context
Durant el segle xix, i sobretot en la seva segona meitat, es van crear a Reus, com en altres llocs de Catalunya, una gran quantitat d'ateneus i entitats culturals i recreatives. Es coneixen a la capital del Baix Camp les activitats de la Sociedad de Amigos, fundada el 1839, El Liceo (1840), Fomento de la Instrución (1841), La Juventud (1849), Casino Reusense (1850), El Círcol (1852), El Olimpo (1858) Centre de Lectura (1859), El Liceo Instructivo (1860), La Filarmónica (1860), La Joven Literaria (1862), El Alba (1862), La Minerva (1863), Ateneo Artístico y Literario (1863), La Armonía (1864), La Estrella (1864), La Joven Instructiva (1864), Casino Industrial (1866), Sociedad de Bellas Artes (1866), La Esmeralda (1868), La Artesana (1868), La Violeta (1871), La Oriental (1874), El Centro de Amigos (1881) i d'altres. Algunes van tenir una vida efímera, però no El Olimpo, a qui la FAI va confiscar-li el local el 1936 i va ser clausurat governativament el 1939.

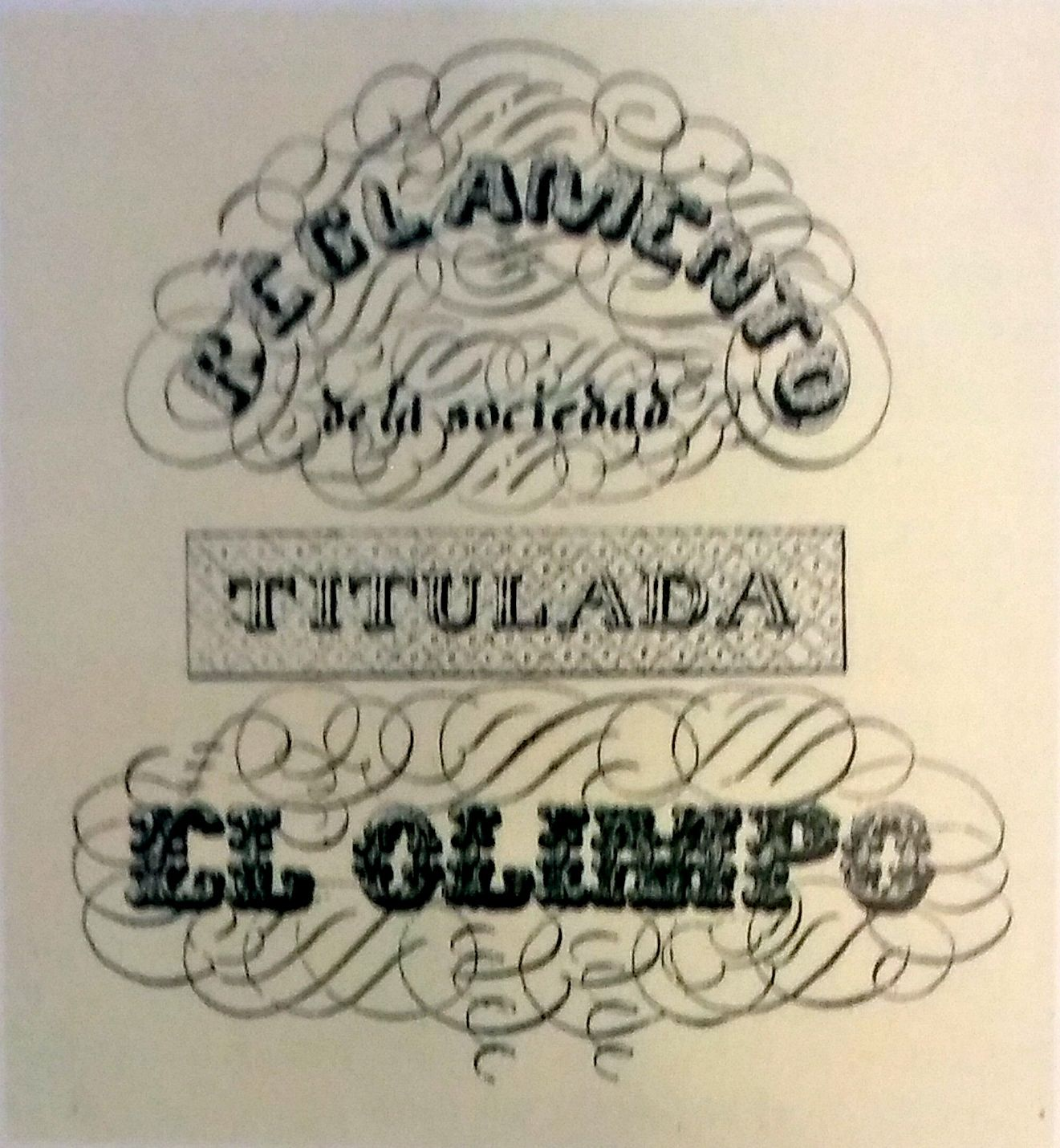
Coberta del Reglament de El Olimpo. 1862

## Història
El seu primer president va ser Andreu Bonastra. Es van instal·lar al carrer de la Presó, a l'edifici que havia estat de cal Nicolau i que després va albergar el Centre Catòlic. Segons diu el seu primer regament que es conserva manuscrit, el fi principal de l'entitat era "Gozar de la amena sociedad que proporciona el trato de las personas que lo componen, la lectura de varios periódicos y el lícito recreo que faciliten aquellos juegos que no estén prohibidos por la ley". L'entitat, per evitar discussions i discòrdies, afegia al reglament que era "agena a todo pensamiento y tendencia política" ni tampoc es permetien en els seus salons discussions sobre "negocios de gobierno, religiosos ni tampoco discusiones sobre música". Aquest últim apartat es devia, potser, a que els dos mestres directors d'orquestra de la ciutat, Victorí Agustí i Oliver Oliva eren socis numeraris de l'entitat i reglamentàriament havien d'alternar la celebració del concerts que se celebraven a la Societat, que havien de ser sempre en nombre parell. S'havien de celebrar un mínim de quatre balls a l'any, dos dels quals havien de ser de màscares. Si ho demanava una cinquena part dels socis se'n podien fer dos la setmana de carnaval. El reglament original va ser modificat el desembre de 1908, el maig de 1910, l'abril de 1921 i el setembre de 1928.
El Olimpo només va estar cinc anys a cal Nicolau, i el 1863 v ocupar una part de les dependències del Palau Bofarull, llogat a la societat per Josep Francesc de Bofarull i de Plandolit, fill de Francesc Policarp de Bofarull. Ferran de Querol i de Bofarull, hereu del casal, va parcel·lar-lo i va vendre a El Olimpo, a partir de 1894 i en successives etapes la quasi totalitat del Palau.
L'entitat, el 1901, va celebrar unes magnífiques festes amb motiu del canvi de segle, i va encarregar a l'arquitecte Pere Caselles la remodelació de les escales de marbre i de l'entrada al casal dels Bofarull, i la confecció d'algunes portes interiors i d'uns vidres gravats a l'àcid amb l'anagrama de l'entitat que es van situar en diferents dependències. El 1910 El Olimpo va reconvertir el primer pis i el saló noble per adaptar-lo a les funcions d'ateneu de l'entitat i també per la celebració dels balls que organitzava i dels dinars i sopars pels socis.
Segons la descripció que fa un opuscle editat per El Olimpo l'any 1933, el local era espaiós, ventilat i alt de sostre. A més de les sales de servei (cuina, lavabos, etc.) hi havia el rebedor, la consergeria, el cafè, la "sala llarga" i la "sala quadrada", amb taules de jugar al "tresillo" i per prendre cafè. Una sala amb taules de billar, la secretaria, la sala de juntes, la "sala de conversa" i la biblioteca "ben proveïda de llibres, revistes i periòdics".
La "sala rectangular" era el saló de festes més notable de la casa i de la ciutat. És una gran sala quadrangular d'uns 300 metres quadrats i d'uns 8'60 metres d'alçada, l'antic saló noble del Palau, datat el 1788, i decorat amb pintures del pintor Pere Pau Montaña, amb al·legories al·lusives a Carles III i a Carles IV. El saló té dues portes centrals, sis d'accessòries i dos balcons. Una de les portes té un entarimat on s'hi situava l'orquestra o els conferenciants en els actes culturals. Del sostre penjaven quatre aranyes de cristall i una de més grossa al centre de la sala, i les parets estaven entapissades per fer de respatller als bancs correguts que donaven el tomb a la sala.

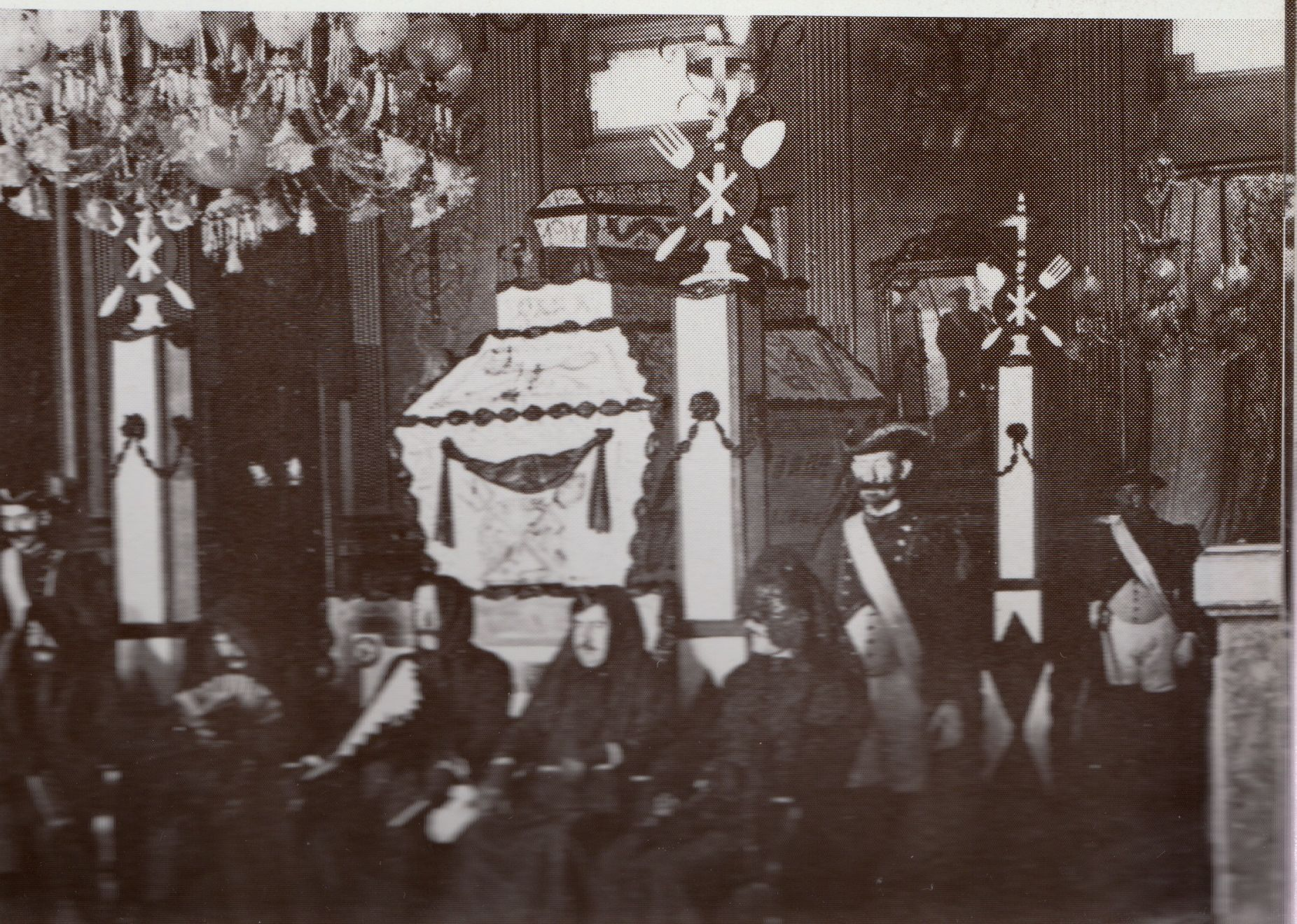
Cap de dol i caixa amb el Rei Carnestoltes, instal·lat al Saló Noble de El Olimpo el 1916

## Els carnavals
El carnaval de Reus era una de les festes més concorregudes i participatives de la ciutat i El Olimpo hi va participar sempre molt activament. Durant el carnaval les societats celebraven el seus balls, i, a la mort del Rei Carnestoltes, era El Olimpo qui n'organitzava el dol. Es deixaven entreobertes les portes de l'entitat en senyal de dol i al Saló s'hi instal·lava la capella ardent, per davant de la qual i de l'inconsolable cap-de-dol hi passaven durant tot el vespre per donar el "pèsam" milers de persones grans i petites que volien acomiadar el difunt.

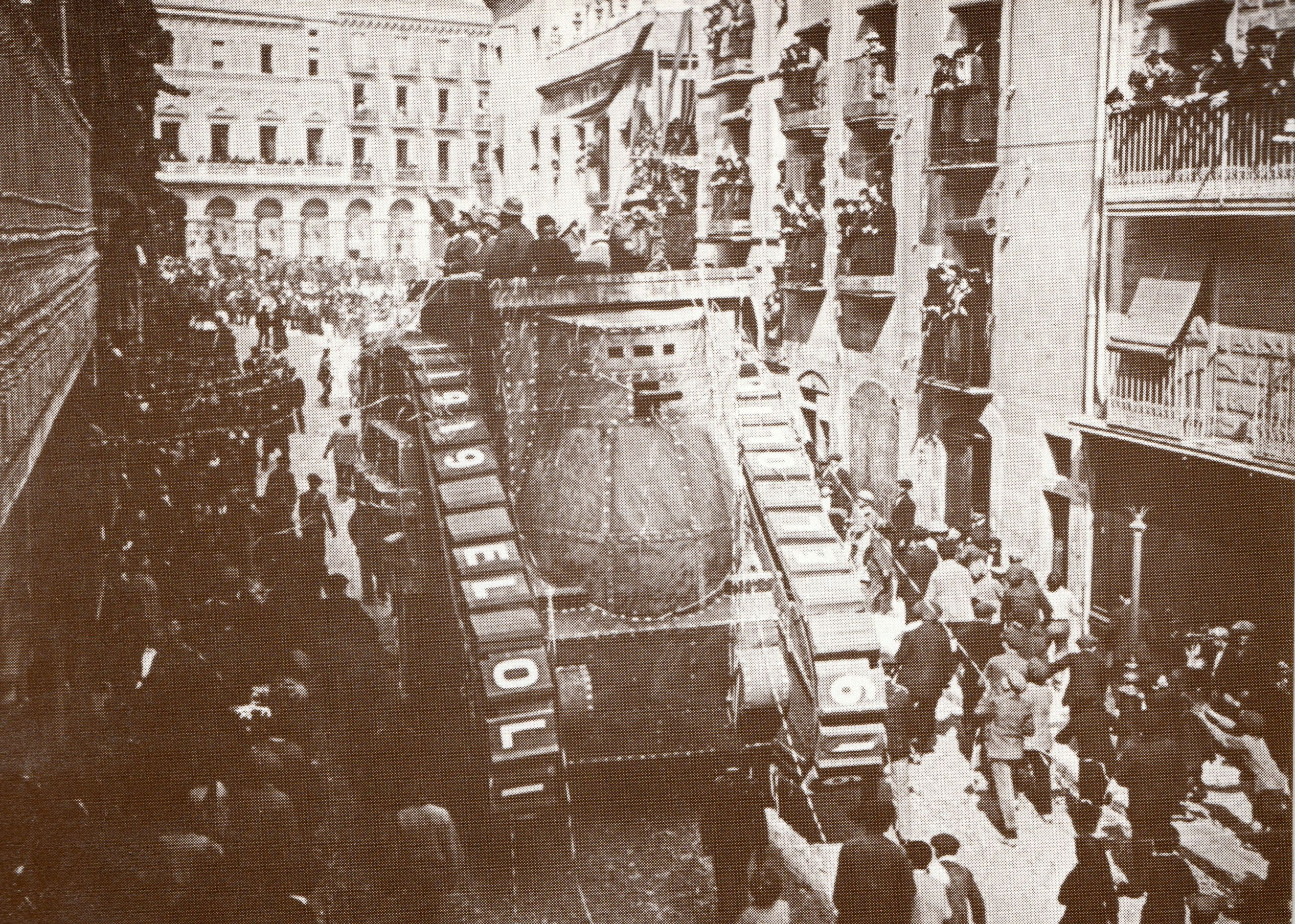
El Tanc. Carrossa de carnaval de El Olimpo. 1919

El Olimpo va construir en diversos anys imponents carrosses que desfilaven a les rues del carnaval. Se sap, per exemple, que el 1860 va construir una carrossa amb el nom de "Fort Martin". El 1862 una altra, "La Fragata". Del 1872 i el 1876 no n'ha quedat constància del nom de les carrosses que van treure. El 1880 la carrossa representava el "Congrés Carnavalesc". El 1882 en van treure dues, el "Carro Egipci" i una altra vegada "La Fragata", que havien guardat durant 20 anys, completament restaurada. El 1893 va tornar a sortir el "Carro Egipci". El 1908 "El Gerro". El 1916 el "Carro Romà", i el 1919 "El Tanc". Alguns balls de disfresses van destacar per la seva participació i originalitat: així el 1907 es va organitzar el ball "Blanc i Negre", "Or i Blanc" el 1912 i el "Ball de la Coca el 1916". La Societat El Olimpo sortia amb un canó als inicis del carnaval que anava disparant salves i recorria els carrers anunciant la temporada de balls de màscares i festes diverses. Aquest Canó amb el nom de Canó de Reus, va ser recuperat i incorporat al seguici festiu de les festes majors de la ciutat a partir de l'any 2002.

## Activitats
El Olimpo no era una entitat benèfica, però destinava una part dels seus ingressos mensuals a subvencionar la Junta Autònoma de l'Extinció de la Mendicitat, creada per l'ajuntament de Reus, L'Institut de Puericultura, servei mèdic per a la infància, l'Asil d'ancians (les germanetes dels pobres), la Creu Roja local, L'Associació protectora de l'Ensenyança Catalana i l'emissora Ràdio Reus. De forma voluntària els socis podien participar en la recollida de diners que feia l'entitat per la Vidriola de l'Infant, organitzada pel doctor Alexandre Frías, i per l'Hospital de Sant Joan de Déu.
A partir de 1872 l'entitat acollia concerts vocals i instrumentals. Després hi actuaren compositors i guitarristes, com ara el valencià Francesc Tàrrega, Andrés Segovia o Regino Sainz de la Maza. Es feien demostracions de billar, com la del cèlebre campió Domènec Murtra, i sessions de cinema, amb una primera màquina comprada l'any 1905. Un grup de socis van constituir una rondalla de guitarres, llaüts i bandúrries anomenada "Rondalla Reus", que a més d'actuar a la societat, era llogada per altres entitats locals i forasteres.
Els anys 1925 i 1926 la societat va patir una forta crisi. No hi havia socis joves i les poques festes que es van fer no tenien quasi concurrència. A principis de 1927 una nova junta formada per gent molt jove va remuntar l'entitat, promocionant les seves activitats recreatives. Van augmentar els balls i les festes, es van celebrar exposicions, conferències, concerts i audicions. Es va suprimir la quota d'entrada i es van donar d'alta més de 600 socis. El Olimpo, en plena dictadura de Primo de Rivera, donava acollida als ciutadans d'altres societats suspeses i que no tenien lloc on anar a esbargir-se. A partir de 1929 i fins al 1936 van ser molt freqüents les festes multitudinàries celebrades al Saló noble, quasi tots amb un nom representatiu: el "Ball de l'Aviació", els balls humorístics, el "Ball del Sombrero", el "Ball de la Mona", el "Ball de la Confitura", el "Ball dels Reis", el "Ball de les Midinettes", etc. i també els concerts-vermut, on actuaven orquestres locals i de fora i els balls que se celebraven per les revetlles de Sant Joan.
L'entitat cedia els locals per a actes d'altres entitats. El 1910 va cedir el Saló noble per a un banquet ofert al Ministre de Foment Fermín Calbetón. El 1916 va acollir la sessió inaugural del I Congrés de la Confederació Esperantista Espanyola i el VII de la federació catalana d'Esperantistes, acte inaugurat pel rector de la Universitat de Barcelona Valentí Carulla. O l'acte celebrat el 1931 per la Comissió de Propaganda de l'Estatut per parlar dels temes jurídics del nou text on dissertà Francesc Maspons i Anglasell. I la constitució de l'Associació de Creditors del Banc de Reus quan aquesta entitat estava a punt de la suspensió de pagaments.
El 1933 es va celebrar el 75è. aniversari de la Societat, amb un seguit d'actes públics i l'edició d'un opuscle commemoratiu. Es va decorar la façana i es van omplir les parets de l'estatge social de tapissos amb temàtiques mitològiques. Els salons es van decorar amb escultures, cornucòpies i elements de jardineria, i es va organitzar una gran exposició commemorativa, que recollia cartells, programes, invitacions, fotografies i quadres, i es van projectar pel·lícules fetes per socis de l'entitat i aficionats locals de les festes dels carnavals des de 1902. L'exposició es va inaugura coincidint amb la Festa Major de sant Pere per l'alcalde de la ciutat Enric Cavallé, el comissari de la Generalitat Pere Cavallé i la Junta de El Olimpo. Hi van assistir el Conseller de Cultura Ventura Gassol, tota la premsa local i comarcal, i representants de les altres entitats reusenques. Es va celebrar concerts i balls i diversos dinars i sopars pels socis.

## Confiscació de El Olimpo i desaparició de l'entitat
El local social va ser requisat per la FAI el 1936, que hi va instal·lar el seu centre logístic i la impremta i la redacció del periòdic i portaveu de l'anarquisme local Adelante. Això va facilitar que el 1939 El Olimpo fos prohibit i el Palau Bofarull passés a mans de Frentes y Hospitales, una organització carlina que havia sobreviscut al decret d'unificació de l'Espanya franquista. Posteriorment l'ocupà Educación y Descanso i després la Falange, quan aquesta organització franquista va ser expulsada d'El Círcol en ser reoberta aquesta entitat. Molta de la documentació de El Olimpo es conserva a l'Arxiu Comarcal del Baix Camp.
El 1948 el local va ser llogat pel Club Natació Reus Ploms, que hi va instal·lar el seu local social. Finalment, el 1985, el casal va ser comprat per la Diputació de Tarragona, que hi va ubicar la seu de l'Escola i Conservatori de Música de Reus.
El Olimpo és el nom amb que encara s'anomena a Reus el Palau Bofarull, malgrat els anys que fa que no existeix aquesta entitat.